# Javier Caso
Javier Caso (Xalapa, Veracruz, México, 20 de marzo de 1986) es un futbolista mexicano. Juega de portero y actualmente es jugador del Club Zacatepec.

## Trayectoria

### Cruz Azul
Desde el Clausura 2009 pertenece al club de fútbol Cruz Azul.

## Clubes
| Club                | País   | Año             |
| ------------------- | ------ | --------------- |
| Cruz Azul           | México | 2009 - 2015     |
| Zacatepec Siglo XXI | México | 2015 - Presente |